# Lubosław
Lubosław – imię męskie, nienotowane w średniowecznej Polsce i stanowiące najprawdopodobniej XIX-wieczny neologizm, złożony z członów Lubo- („miły, przyjemny, kochany”) oraz -sław („sława”). Może oznaczać „ten, który miłuje sławę”.
Podobne imiona: Lubomir, Lubgost, Lubodrog.
W 1994 roku imię to nosiło 25 mężczyzn w Polsce. 
Znane osoby noszące to imię:
- Lubosław Krzeszowski, pułkownik artylerii Wojska Polskiego.
- Lubosław Langer,  polski inżynier i samorządowiec.